# Kononfla
Kononfla – miasto w Wybrzeżu Kości Słoniowej, w dystrykcie Sassandra-Marahoué, w regionie Marahoué, w departamencie Sinfra.